# Фашода
Фашода (англ. Fashoda State, колишня назва: Західний Ніл) — один з 32 штатів Південного Судану. Адміністративний центр — місто Кодок.

## Історія
2 жовтня 2015 року президент Салва Киїр видав указ про новий адміністративний поділ Південного Судану, за яким замість колишніх 10 утворено 32 нових штати.